# ウェイン・ルーニー
ウェイン・マーク・ルーニー（Wayne Mark Rooney、1985年10月24日 - ）は、イングランド・マージーサイド州リヴァプール出身の元サッカー選手。現サッカー指導者。現役時のポジションはフォワード。
5度のリーグ優勝の他、UEFAチャンピオンズリーグおよびFIFAクラブワールドカップでも優勝を経験している。マンチェスター・ユナイテッドFC元主将であり、同クラブの歴代通算得点ランキングではボビー・チャールトンの249ゴールを抜き1位(253ゴール)である。（2017年5月15日現在）。元イングランド代表で、2014年から2016年まで主将を務めていた。代表の通算出場数、通算得点数はともに歴代2位である。

## クラブ経歴

### エヴァートンFC
リヴァプール北東部に位置するクロクステスの出身。1995年に地元のエヴァートンFCの下部組織に入団し、2002年8月17日、プレミアリーグの開幕戦に16歳と298日でトップデビューする。同年10月2日、リーグカップのレクサムFC戦で初ゴール（2ゴール）を挙げ、当時のエヴァートンFCの最年少得点記録を16歳と342日で更新。17日後の10月19日、プレミアリーグのアーセナルFC戦でもゴールを挙げ、当時のプレミアリーグ最年少得点記録を16歳と360日で更新するとともに（その2か月後の12月28日にジェイムズ・ミルナーが16歳と309日で、2005年4月10日にジェームズ・ヴォーンが16歳と271日で、それぞれ記録を更新している）、アーセナルFCの無敗記録を30試合でストップさせている。同年11月3日のリーズ・ユナイテッドAFC戦でもゴールを決め、チームのリーズのホームでの50年ぶりの勝利に貢献した。同年12月26日のバーミンガム・シティFC戦では初のレッドカードをもらっている（ちなみに、この時、イエローカードは累計で4枚貯まっていた）。BBCスポーツによる2002年度の最優秀新人スポーツ選手を受賞。2003年1月にプロ契約を結ぶ（それまでは練習生であった）。2002-03シーズンは公式戦37試合に出場し8得点を記録。
2003-04シーズン、26試合に先発出場し9得点を記録した。しかしシーズン中にデイヴィッド・モイーズ監督との関係が悪化したため、シーズン終了後の退団を決意した。

### マンチェスター・ユナイテッドFC
2004年8月31日、移籍金2560万ポンド、契約期間6年間の契約で、マンチェスター・ユナイテッドFCに移籍した。
2004-05シーズン、イングランド代表として出場したUEFA EUROでの怪我の影響によりシーズン序盤戦の試合は欠場を余儀なくされたが、2004年9月28日のUEFAチャンピオンズリーグ、オールド・トラッフォードでのフェネルバフチェSK戦に先発出場し、ハットトリックおよび1アシストを記録する活躍を見せてチームの勝利に貢献した。この日のゴールにより、チャンピオンズリーグの最年少ハットトリック記録を18歳と335日で更新した他、これ以後ルーニーがゴールを決めるとチームは必ず勝つというジンクスが1年4か月続いた。19歳の誕生日となる10月24日には、再び無敗記録を49試合にまで伸ばしていたアーセナルFCとのリーグ戦にてPK獲得および試合終了間際の1得点を決め、再度アーセナルの無敗記録を止めた。2005年5月21日、FAカップの決勝戦でチームはアーセナルFCを相手にPK戦で敗れるも、自身はMVPを受賞した。このシーズンはイエローカードを累計で17回提示されるなどフェアプレーの観点からは課題が残ったが、個人成績ではチーム最多の通算17得点を記録し、PFA年間最優秀若手選手賞を受賞した。
2005-06シーズン、チームはリーグカップで優勝し、ルーニーは決勝戦のウィガン・アスレティックFC戦で2ゴールを挙げマン・オブ・ザ・マッチに選ばれた（また自身初のタイトル獲得となった）。プレミアリーグ終盤の4月29日、チェルシーFCとの試合でパウロ・フェレイラと接触し、右足第4中足骨ほか複数個所を骨折してシーズンを終えた。チーム最多の18ゴール、10アシストの成績を残し、2年連続でPFA年間最優秀若手選手賞を受賞した。

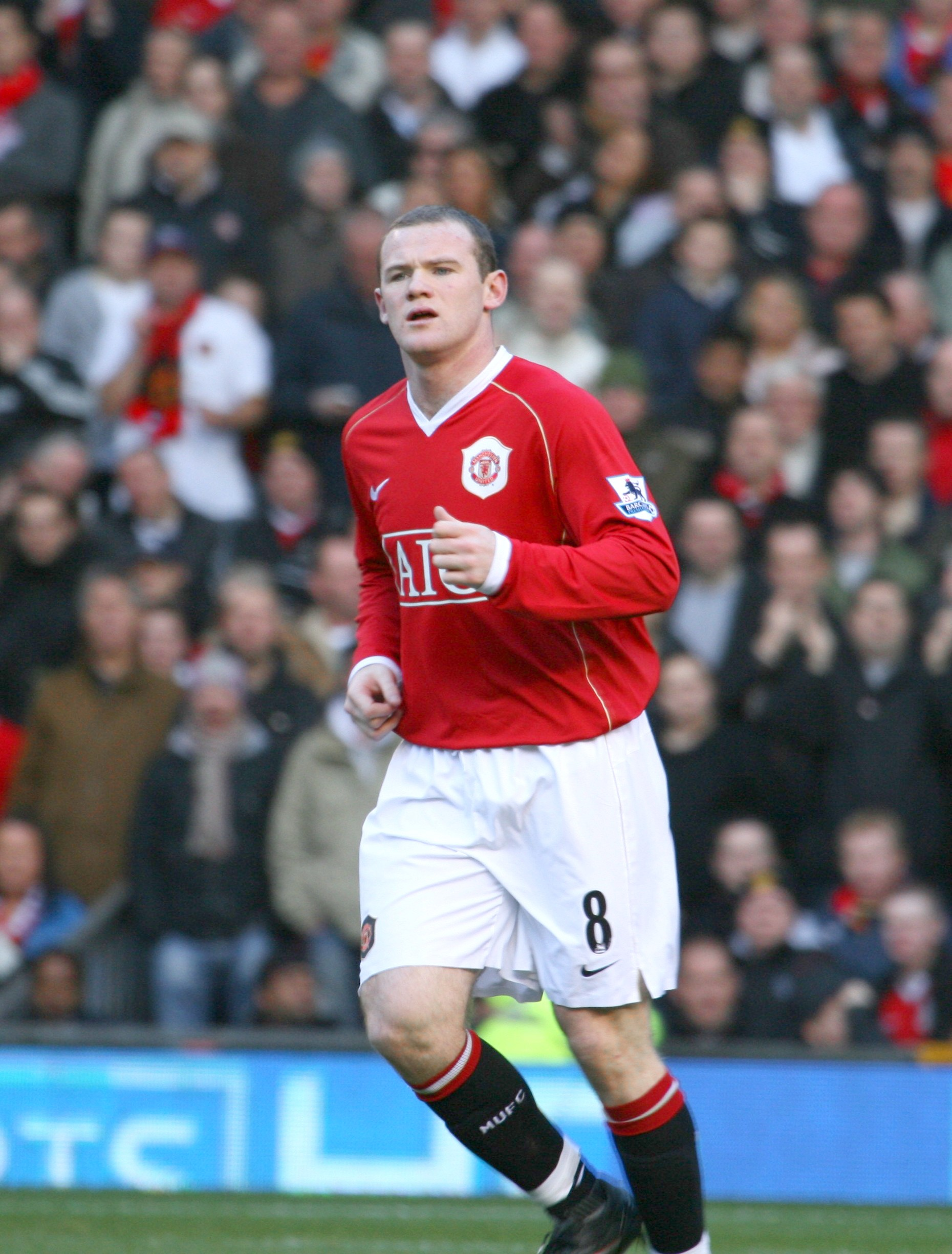
マンチェスター・ユナイテッド時代のルーニー（2006年）

2006-07シーズン、リーグに35試合出場し14得点13アシストを記録した。ルーニーはクリスティアーノ・ロナウドらとともに若手世代の中心選手として活躍し、世代交代の影響から数年間リーグ戦での無冠が続いていたチームに4年ぶりのリーグタイトルをもたらした。
2007-08シーズン、背番号を8番から10番へ変更した。前年に続いてリーグ2連覇を達成した他、UEFAチャンピオンズリーグでは決勝戦でチェルシーFCを破り優勝を果たした。
2008-09シーズンは12月に行われたFIFAクラブワールドカップのガンバ大阪戦で2ゴール、LDUキト戦で決勝ゴールを挙げるなど3得点を記録し、大会得点王とMVPを獲得した。リーグ戦でもリーグ6位タイの12ゴールを挙げリーグ3連覇に貢献した。UEFAチャンピオンズリーグでは2年連続で決勝に進出したが、FCバルセロナに破れ準優勝に終わった。
2009-10シーズンには開幕戦で得点を挙げ、プレミアリーグ通算100得点を達成した。またウィガン戦でもゴールを決め、ユナイテッドでの公式戦100ゴールをマークした。しかしUEFAチャンピオンズリーグ準決勝1stレグのバイエルン・ミュンヘン戦で負傷し、ファーガソン監督は完治しないまま2ndレグでもルーニーを起用。チームはアウェーゴールの差で敗退し、自身の怪我も悪化してしまった。リーグ戦では31節までに26ゴールを記録していたが、その後は1ゴールも決めることができず、得点王もチェルシーのディディエ・ドログバに譲った。
2010-11シーズンは開幕から出遅れ、一時は移籍願望を表明していたものの、直後の2010年10月22日に2015年まで契約を延長した。2011年2月12日のマンチェスター・シティとのホームでのダービーマッチにて、1-1の後半33分、右からのクロスに跳び上がってのオーバーヘッドキックでゴール右隅に蹴り込んだ。ファーガソン監督は「素晴らしいゴールは他にもあったが、見事さでは並ぶものがない」と絶賛し、ルーニーも「蹴った瞬間に自分の最高の得点になると分かった」と、自画自賛した。このゴールはプレミアリーグ20周年を記念したベストゴール投票で1位に選ばれた。4月2日のウェストハム・ユナイテッドFC戦でハットトリックを挙げ、ユナイテッド移籍後のプレミアリーグ通算100得点を達成した。
2011-12シーズンは開幕戦からゴールをあげ、3節のアーセナル戦ではFK2本とPKでハットトリックを達成し、8-2の大勝を導いた。直後のボルトン・ワンダラーズ戦でもハットトリックを達成した。ルーニーはこのシーズン2009-10シーズンに記録した26ゴールを更新する自己最多の27ゴールを挙げた。
2012-13シーズンのホーム最終戦のスウォンジー・シティAFC戦後、今シーズン限りで退団が決定したアレックス・ファーガソン監督がルーニーの移籍志願を明かした。
2013-14シーズンは、新監督にデイヴィッド・モイーズが就任することが発表され、移籍の噂に拍車がかかり、多くのビッグクラブが獲得を打診するコメントを残した。しかし、最終的にクラブへの残留が決定した。2014年2月にユナイテッドとの契約を2019年6月まで延長したことを発表。2014-15シーズンからチームの主将に就任決定。移籍の噂があったがロビン・ファン・ペルシやラダメル・ファルカオが移籍して残留するかたちになった。
2016年1月2日のスウォンジー戦で自身プレミアリーグ通算188得点を記録し、プレミアリーグ歴代得点ランキング2位になった。1月17日に行われたリヴァプールFC戦でゴールを記録し、ユナイテッドでのリーグ戦通算ゴール数が、元アーセナルのティエリ・アンリ氏が保持していた、単一クラブでのプレミアリーグ最多ゴール記録を塗り替える快挙を達成している。同年11月24日のUEFAヨーロッパリーグ、フェイエノールト戦で欧州カップ戦通算得点を39とし、欧州の大会におけるクラブの最多得点記録を打ち立てた。
2017年1月21日、プレミアリーグ第22節ストーク・シティFC戦にて終了間際に、自身のクラブ通算250ゴール目となる直接FKを決め、ボビー・チャールトンの持つクラブ歴代最多得点記録249ゴールを更新した。

### エヴァートン復帰
2017年7月9日、2年契約で古巣のエヴァートンに復帰することが発表された。8月12日、ストーク・シティとの開幕戦でいきなり得点を決めた。マンチェスター・シティ戦でゴールを決め、プレミアリーグ通算200ゴールを達成、11月29日、ウェストハム・ユナイテッドFC戦ではハットトリックを決めて存在をアピールした。

### D.C. ユナイテッド
2018年6月28日、MLSのD.C. ユナイテッドと3年半の契約を締結したことが発表された。2018シーズンは20試合で12得点7アシストを記録し、シーズン途中加入ながらMLSベストイレブンに選出された。2019年3月16日、レアル・ソルトレイク戦でMLS移籍後初のハットトリックを達成した。

### ダービー・カウンティ
2019年8月6日、2020年1月からダービー・カウンティFCの選手兼任監督に就任すると発表された。2020年1月2日、チャンピオンシップ第26節バーンズリーFC戦でデビュー、FKからアシストを決めチームは2-1で勝利した。1月29日、ルートン・タウン戦で移籍後初ゴールを記録した。3月5日にはFAカップ5回戦で古巣マンチェスター・ユナイテッドFCと対戦し、試合には3-0で敗れたが、好パスや直接FKからゴールを脅かすなど好プレーを披露した。2021年1月15日、現役引退が発表された。

## 監督経歴
2021年1月15日、ダービー・カウンティFCの監督に正式に就任したことが発表された。2021-22シーズンはダービーが破産申請したことによるペナルティで勝ち点21を剥奪される厳しいシーズンとなり、23位に低迷し3部のEFLリーグ1へ降格。2022年6月24日に辞任した。
2022年7月12日、選手時代に在籍していたMLSのD.C. ユナイテッド監督に途中就任するも、リーグ最下位に終わる。翌2023年シーズンもリーグ23位の下位に沈み、レギュラーシーズン終了後に退任。
2023年10月、イングランド2部で6位にいたバーミンガム・シティFCに途中就任するも、降格圏内まで成績が悪化。翌2024年1月、わずか3か月で解任された。
2024年5月、イングランド2部のプリマス・アーガイルFCに就任。クラブは最下位に低迷し、年内末をもって解任された。

## 代表経歴

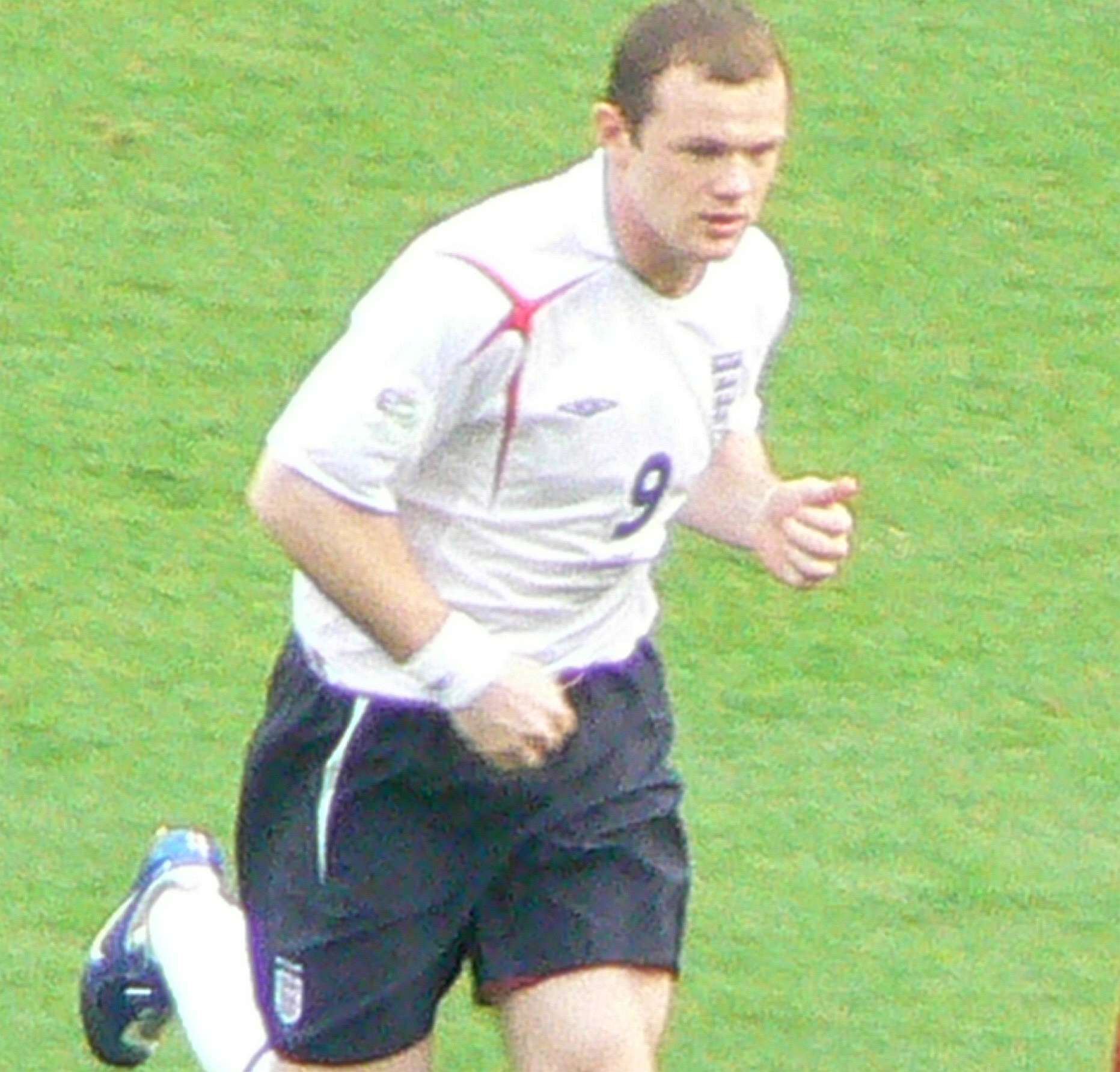
イングランド代表でのルーニー

2003年2月12日にA代表に初招集され、2月17日のオーストラリア代表との親善試合で17歳と111日でA代表デビューした。マイケル・オーウェンの持つ18歳と59日での代表最年少出場記録を更新したが、2006年5月30日にセオ・ウォルコットが17歳と75日でその記録を更新した。同年9月6日に行われたEURO2004予選、アウェーでのマケドニア戦で17歳と317日で初ゴールを決め、イングランド代表最年少得点記録を更新した。
2004年、ポルトガルで開催されたEURO2004のイングランド代表メンバーに選出される。フランス戦、スイス戦、クロアチア戦でマン・オブ・ザ・マッチに選ばれたが、準々決勝のポルトガル戦で足を骨折、チームも敗退した。同大会ベストイレブンに選出されている。
2006 FIFAワールドカップ、2005-06シーズン終盤に負った怪我の影響により6月10日の初戦に出遅れるも、6月15日のトリニダード・トバゴ戦に途中出場、6月20日のスウェーデン戦に先発出場し、無得点に終わるもチームは2勝1分でBグループを首位通過。マイケル・オーウェンの膝十字靭帯の断裂により、以後1トップに固定される。7月1日の準々決勝、EURO2004で敗退を喫したポルトガルとの試合で、後半17分にリカルド・カルヴァーリョの股間を踏みつけたとして主審オラシオ・エリソンドから退場処分を受ける。試合は延長戦まで持ち込まれ、チームはPK戦の末に3対1で敗退した。
2010 FIFAワールドカップでは、大会前のシーズンで自己最多26得点をあげたことや、10番を託されたこともあり大きな期待を寄せられたが、大会中は不振に悩まされ結局2大会連続無得点に終わった。また、グループリーグアルジェリア戦に引き分けた直後、ブーイングをしていたサポーターに対して「ブーイングしてくれてうれしいね。これが忠実なサポートというもんだ」と吐き捨てた。その後決勝トーナメント1回戦のドイツ戦はチームメイトのランパードのミドルシュートがノーゴールという誤審も影響してベスト16で大会を去った。
2011年10月7日、EURO2012予選のモンテネグロ戦にて、相手選手を蹴り一発退場処分を受けた。これを受けてUEFAが10月13日、ルーニーに対してEURO2012本大会一次リーグ3試合全てを対象とする出場停止処分を科した。12月8日、UEFAはこの処分に異議を申し立てていたルーニーの聴聞会を開き、出場停止処分を3試合から2試合に軽減した。UEFA EURO 2012では出場停止が明けたグループリーグ第3戦のウクライナ戦で先発出場し、決勝点を挙げイングランドの首位通過に貢献した。
2014 FIFAワールドカップではイタリア戦でアシスト、ウルグアイ戦でゴールを記録した。
2014年11月15日のUEFA EURO 2016予選、スロベニア戦で、イングランド代表史上9人目となる通算100試合出場を、史上最年少で達成した。またこの試合で代表通算44得点目となる同点ゴールを挙げ、得点数ではイングランド代表史上3位タイとなった。
2015年9月5日のUEFA EURO 2016予選、サンマリノ戦でPKによる得点で代表通算49得点目となる先制ゴールを上げ、ボビー・チャールトンの持つイングランド代表の得点記録に並んだ。またこの試合はチャールトンの通算出場数と同じ106試合目の出場であり、チャールトンと同じペースで得点を挙げたこととなった。続く9月8日、UEFA EURO 2016予選のスイス戦でPKによる得点を挙げ、イングランド代表の通算得点記録を更新した。試合後のロッカールームでは監督のロイ・ホジソンから記念のユニフォームが贈られた。
2016年、UEFA EURO 2016本大会ではフォワードではなく、4-3-3のインサイドハーフとして出場。決勝トーナメント1回戦のアイスランド戦でゴールを挙げたが、1-2と敗れ早々に敗退した。9月4日に行われた2018 FIFAワールドカップの予選のスロバキア戦に出場したことで代表通算試合数を116試合とし、イングランド史上単独2位、フィールドプレイヤーとしては同1位に浮上した。
2017年8月23日、イングランドサッカー協会はルーニーが代表から引退することを発表した。代表通算成績は119試合53得点、出場試合数、得点数はともに歴代2位となっている。
2018年11月4日、イングランドサッカー協会が同年11月15日に開催される国際親善試合・アメリカ代表戦に招集したことを発表した。代表復帰となるこの試合が代表引退試合となった。

## 選手としての特徴
プレミアリーグで時速21.74マイル（約35キロメートル）を記録したことがある。この記録はそのシーズンにおけるプレミアリーグ最速記録である。
ゲーリー・リネカーはルーニーについて「彼はゴールスコアラーというだけじゃない。オールラウンドに素晴らしいんだ。空間認識に優れ、とてもインテリジェントな選手だね」と述べている。
イングランド代表の監督を務めていたロイ・ホジソンは「サー（ボビー・チャールトン）とウェイン・ルーニーというイングランド史上最も優れた選手2人について語っているわけだが、そのうちの1人が現役で彼を起用することができるなんて、私は非常に幸運な監督だ」と述べている。
チームメイトのアンデル・エレーラもルーニーについて「イングランド史上最高の選手」と評し、元イングランド代表のスティーヴン・ジェラードも「イングランドの歴史上で最も偉大な選手」と評している。
リオネル・メッシはルーニーについて「1世代に1人しか生まれないような選手」「他の選手と比べようがないほどに素晴らしい」「特別な選手というのはたくさんいるが、ルーニーには抜きん出た質の高さとテクニックがある」「僕が対戦した選手の中でも抜群の運動量を誇っている強い選手だ」などと称賛している。
ズラタン・イブラヒモビッチはルーニーを「完璧な選手」と評している。

## 人物

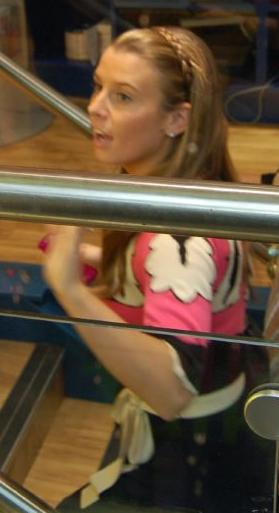
妻のコリーン（2006年10月）

- ルーニーという父方の姓は、アイルランドにルーツをもつ[15]。ファーストネームのウェインについても同様である。
- 2003年に幼馴染のコリーン・マクローリンと婚約し、2008年に晴れて結婚した[83]。2009年11月2日に長男が[84]、2013年5月21日に二男が誕生した[85]。
- 父親は、少年サッカーのコーチだったが、叔父とともに、スコティッシュ・プレミアシップの試合中に「退場者が出る」ということを賭けたとして逮捕されたことがある[86][87]。
- 弟の1人のジョン・ルーニー（英語版）、従兄弟のトミー・ルーニー（英語版）もサッカー選手である。
- 幼少期は後に選手として所属するエヴァートンFC のファンであり、ライバルチームのリヴァプールFCが嫌いである。そのため、ユナイテッド移籍後もアンフィールドでは激しいブーイングを受ける（もっとも、ユナイテッドとリヴァプールの間柄もライバル関係である）。
- スポーツ選手だが喫煙者であり、酔っ払って屋外で喫煙し、さらにトイレではない場所で放尿したことをマスコミにスクープされ、コカ・コーラとのスポンサー契約を一時中断する事態になった[88]。
- 2014年6月、アメリカの経済誌フォーブスは世界のアスリートの年収を公表した。ルーニーの年収は2340万ドル（約24億円）であり、世界のアスリートの中で43位、サッカー選手の中では7位[89]。
- Twitterのフォロワー数は、2014年6月現在で約916万人で、これはクリスティアーノ・ロナウド、カカ、レブロン・ジェームズ、ネイマール、ロナウジーニョに次いで6番目に多い[90]。
- 父親と叔父がボクシング経験者であった事から、少年時代はボクシングにも熱中しており、15歳の時にエヴァートンのコーチの進言でボクシングを止めてサッカーに専念する事を決断した。現在でもボクシングをやったり、観戦したりするという[91][92]。2015年3月に元チームメイトのフィル・バーズリーを自宅へ招いた際にキッチンでボクシングに興じ、ルーニーがバーズリーのパンチをもらって倒れる動画が出回った[93][94]。
- 2015年6月、アメリカの経済誌フォーブスは最新の世界のアスリートの年収ランキングを発表した。ルーニーの年収は2690万ドル（約34億円）であり、世界の7位にランクインした[95]。
- 2007年にWBA世界スーパーライト級王者にもなったプロボクサーのリッキー・ハットンと腕相撲で対戦し、勝利している[96]。
- 2017年5月14日付の英紙サンにて、1人でマンチェスター市内のカジノにて2時間で50万ポンド(約7590万円)を使ったと報じられた。ルーニーはルーレットとブラックジャックに夢中になっており、ルーレットでは1分間に4000ポンド擦ったという[97]。
- 2017年5月、ESPNは世界で最も有名なアスリート100人を発表し、31位に選出された。サッカー選手としては10位[98]。
- 2017年9月1日、チェシャーにて運転中に取調べを受け、飲酒運転の容疑で逮捕される。その後、保釈金を支払って釈放された[99]。
- 2018年12月16日にワシントン郊外のダレス国際空港の国際帰国便ゲートでトラブルを起こした。酔っぱらった状態で悪態をつき、警報を作動させるなどして逮捕された。酔いがさめるまで拘置所に拘束され、オレンジ色の囚人服で写真を撮られた。25ドル（約2700円）の罰金を支払った[100]。
- 2011年6月にロンドンの有名医院にて植毛手術を行ったことをTwitterにて報告。植毛を行った理由について「25歳でハゲるつもりはなかったから」と語った[101]。植毛手術には1万ポンド（約138万円）を費やし、さらに手術後にはフォロワーに対して整髪用ジェルに関する意見を募った[102]。このルーニーの植毛には世界中が注目し、カミングアウトした勇気を讃えるメディア、オフ期間にサッカー以外の話題で注目を浴びることへの懐疑的な意見を持つメディアのほか、この件をさらにネタにするメディアなど、反応は賛否両論であった[103]。イギリス紙ザ・サンは、「Hair we grow!（here we go!をもじったもの）」という見出しをつけて大きく報じた[104]。

## 個人成績

### クラブ
| 国内大会個人成績 | 国内大会個人成績               | 国内大会個人成績 | 国内大会個人成績 | 国内大会個人成績 | 国内大会個人成績 | 国内大会個人成績 | 国内大会個人成績 | 国内大会個人成績 | 国内大会個人成績 | 国内大会個人成績 | 国内大会個人成績 |
| 年度             | クラブ                         | 背番号           | リーグ           | リーグ戦         | リーグ戦         | リーグ杯         | リーグ杯         | オープン杯       | オープン杯       | 期間通算         | 期間通算         |
| 年度             | クラブ                         | 背番号           | リーグ           | 出場             | 得点             | 出場             | 得点             | 出場             | 得点             | 出場             | 得点             |
| イングランド     | イングランド                   | イングランド     | イングランド     | リーグ戦         | リーグ戦         | FLカップ         | FLカップ         | FAカップ         | FAカップ         | 期間通算         | 期間通算         |
| ---------------- | ------------------------------ | ---------------- | ---------------- | ---------------- | ---------------- | ---------------- | ---------------- | ---------------- | ---------------- | ---------------- | ---------------- |
| 2002-03          | エヴァートンFC                 | 18               | プレミア         | 33               | 6                | 3                | 2                | 1                | 0                | 37               | 8                |
| 2003-04          | エヴァートンFC                 | 18               | プレミア         | 34               | 9                | 3                | 0                | 3                | 0                | 40               | 9                |
| 2004-05          | マンチェスター・ユナイテッドFC | 8                | プレミア         | 29               | 11               | 2                | 0                | 6                | 3                | 37               | 14               |
| 2005-06          | マンチェスター・ユナイテッドFC | 8                | プレミア         | 36               | 16               | 4                | 2                | 3                | 0                | 43               | 18               |
| 2006-07          | マンチェスター・ユナイテッドFC | 8                | プレミア         | 35               | 14               | 1                | 0                | 7                | 5                | 43               | 19               |
| 2007-08          | マンチェスター・ユナイテッドFC | 10               | プレミア         | 27               | 12               | 0                | 0                | 4                | 2                | 31               | 14               |
| 2008-09          | マンチェスター・ユナイテッドFC | 10               | プレミア         | 30               | 12               | 1                | 0                | 2                | 1                | 33               | 13               |
| 2009-10          | マンチェスター・ユナイテッドFC | 10               | プレミア         | 32               | 26               | 3                | 2                | 1                | 0                | 36               | 28               |
| 2010-11          | マンチェスター・ユナイテッドFC | 10               | プレミア         | 28               | 11               | 0                | 0                | 2                | 1                | 29               | 12               |
| 2011-12          | マンチェスター・ユナイテッドFC | 10               | プレミア         | 34               | 27               | 0                | 0                | 1                | 2                | 35               | 29               |
| 2012-13          | マンチェスター・ユナイテッドFC | 10               | プレミア         | 27               | 12               | 1                | 0                | 3                | 3                | 31               | 15               |
| 2013-14          | マンチェスター・ユナイテッドFC | 10               | プレミア         | 29               | 17               | 2                | 0                | 0                | 0                | 31               | 17               |
| 2014-15          | マンチェスター・ユナイテッドFC | 10               | プレミア         | 33               | 12               | 0                | 0                | 4                | 2                | 37               | 14               |
| 2015-16          | マンチェスター・ユナイテッドFC | 10               | プレミア         | 28               | 8                | 2                | 1                | 5                | 2                | 35               | 11               |
| 2016-17          | マンチェスター・ユナイテッドFC | 10               | プレミア         | 25               | 5                | 4                | 0                | 2                | 1                | 31               | 7                |
| 2017-18          | エヴァートンFC                 | 10               | プレミア         | 31               | 10               | 1                | 0                | 0                | 0                | 32               | 10               |
| 通算             | イングランド                   | イングランド     | プレミア         | 492              | 208              | 27               | 7                | 44               | 22               | 556              | 236              |
| 2018-19          | D.C.ユナイテッド               | 9                | MLS              | 21               | 12               | 0                | 0                | 0                | 0                | 21               | 12               |
| 総通算           | 総通算                         | 総通算           | 総通算           | 513              | 220              | 27               | 7                | 44               | 22               | 577              | 248              |

#### 記録
- UEFAチャンピオンズリーグ　シーズン8アシスト（2013-14シーズン）　※大会最多記録（当時）[105]

### 代表

#### 出場大会
- U-17イングランド代表
  - 2002年 - UEFA U-17欧州選手権2002 (3位)
- イングランド代表
  - 2004年 - UEFA EURO 2004 (ベスト8)
  - 2006年 - 2006 FIFAワールドカップ (ベスト8)
  - 2010年 - 2010 FIFAワールドカップ (ベスト16)
  - 2012年 - UEFA EURO 2012 (ベスト8)
  - 2014年 - 2014 FIFAワールドカップ (グループリーグ敗退)
  - 2016年 - UEFA EURO 2016 (ベスト16)

#### 試合数
- 国際Aマッチ 120試合 53得点（2003年-2018年）[106]

| イングランド代表 | 国際Aマッチ | 国際Aマッチ |
| 年               | 出場        | 得点        |
| ---------------- | ----------- | ----------- |
| 2003             | 9           | 3           |
| 2004             | 11          | 6           |
| 2005             | 8           | 2           |
| 2006             | 8           | 1           |
| 2007             | 4           | 2           |
| 2008             | 8           | 5           |
| 2009             | 9           | 6           |
| 2010             | 11          | 1           |
| 2011             | 5           | 2           |
| 2012             | 5           | 4           |
| 2013             | 10          | 6           |
| 2014             | 13          | 8           |
| 2015             | 8           | 5           |
| 2016             | 10          | 2           |
| 2018             | 1           | 0           |
| 通算             | 120         | 53          |

#### 記録
- イングランド代表 代表デビュー 17歳111日 歴代2位
- イングランド代表 最年少得点記録 17歳317日 歴代1位
- イングランド代表 出場数 119試合 歴代 2位
- イングランド代表 得点数 53得点 歴代 1位

#### ゴール
| #  | 開催年月日     | 開催地                                             | 対戦国             | スコア | 結果 | 試合概要                    |
| 1  | 2003年9月6日   | スコピエ、トシェ・プロエスキ・アレナ               | 北マケドニア       | 1–1    | 1–2  | UEFA EURO 2004予選          |
| 2  | 2003年9月10日  | マンチェスター、オールド・トラッフォード           | リヒテンシュタイン | 2–0    | 2–0  | UEFA EURO 2004予選          |
| 3  | 2003年11月16日 | マンチェスター、オールド・トラッフォード           | デンマーク         | 1–0    | 2–3  | 親善試合                    |
| 4  | 2004年6月5日   | マンチェスター、オールド・トラッフォード           | アイスランド       | 2–0    | 6–1  | 親善試合                    |
| 5  | 2004年6月5日   | マンチェスター、オールド・トラッフォード           | アイスランド       | 3–0    | 6–1  | 親善試合                    |
| 6  | 2004年6月5日   | コインブラ、エスタディオ・シダーデ・デ・コインブラ | スイス             | 1–0    | 3–0  | UEFA EURO 2004              |
| 7  | 2004年6月5日   | コインブラ、エスタディオ・シダーデ・デ・コインブラ | スイス             | 2–0    | 3–0  | UEFA EURO 2004              |
| 8  | 2004年6月21日  | リスボン、エスタディオ・ダ・ルス                   | クロアチア         | 1–2    | 2–4  | UEFA EURO 2004              |
| 9  | 2004年6月21日  | リスボン、エスタディオ・ダ・ルス                   | クロアチア         | 1–3    | 2–4  | UEFA EURO 2004              |
| 10 | 2005年8月17日  | コペンハーゲン、パルケン・スタディオン             | デンマーク         | 3–1    | 4–1  | 親善試合                    |
| 11 | 2005年11月12日 | ジュネーヴ、スタッド・ドゥ・ジュネーヴ             | アルゼンチン       | 1–1    | 3–2  | 親善試合                    |
| 12 | 2006年11月15日 | アムステルダム、アムステルダム・アレナ             | オランダ           | 0–1    | 1–1  | 親善試合                    |
| 13 | 2007年10月13日 | ロンドン、ウェンブリー・スタジアム                 | エストニア         | 2–0    | 3–0  | UEFA EURO 2008予選          |
| 14 | 2007年10月17日 | モスクワ、ルジニキ・スタジアム                     | ロシア             | 0–1    | 2–1  | UEFA EURO 2008予選          |
| 15 | 2008年9月10日  | ザグレブ、スタディオン・マクシミール               | クロアチア         | 0–3    | 1–4  | 2010 FIFAワールドカップ予選 |
| 16 | 2008年10月12日 | ロンドン、ウェンブリー・スタジアム                 | カザフスタン       | 3–1    | 5–1  | 2010 FIFAワールドカップ予選 |
| 17 | 2008年10月12日 | ロンドン、ウェンブリー・スタジアム                 | カザフスタン       | 4–1    | 5–1  | 2010 FIFAワールドカップ予選 |
| 18 | 2008年10月15日 | ミンスク、ディナモ・スタジアム (ミンスク)          | ベラルーシ         | 1–2    | 1–3  | 2010 FIFAワールドカップ予選 |
| 19 | 2008年10月15日 | ミンスク、ディナモ・スタジアム (ミンスク)          | ベラルーシ         | 1–3    | 1–3  | 2010 FIFAワールドカップ予選 |
| 20 | 2009年3月28日  | ロンドン、ウェンブリー・スタジアム                 | スロバキア         | 2–0    | 4–0  | 親善試合                    |
| 21 | 2009年3月28日  | ロンドン、ウェンブリー・スタジアム                 | スロバキア         | 4–0    | 4–0  | 親善試合                    |
| 22 | 2009年6月6日   | アルマトイ、アルマトイ・セントラル・スタジアム     | カザフスタン       | 0–3    | 0–4  | 2010 FIFAワールドカップ予選 |
| 23 | 2009年6月10日  | ロンドン、ウェンブリー・スタジアム                 | アンドラ           | 1–0    | 6–0  | 2010 FIFAワールドカップ予選 |
| 24 | 2009年6月10日  | ロンドン、ウェンブリー・スタジアム                 | アンドラ           | 3–0    | 6–0  | 2010 FIFAワールドカップ予選 |
| 25 | 2009年9月9日   | ロンドン、ウェンブリー・スタジアム                 | クロアチア         | 5–1    | 5–1  | 2010 FIFAワールドカップ予選 |
| 26 | 2010年9月7日   | バーゼル、ザンクト・ヤコブ・パルク                 | スイス             | 0–1    | 1–3  | UEFA EURO 2012予選          |
| 27 | 2011年9月2日   | ソフィア、ヴァシル・レフスキ国立競技場             | ブルガリア         | 0–2    | 0–3  | UEFA EURO 2012予選          |
| 28 | 2011年9月2日   | ソフィア、ヴァシル・レフスキ国立競技場             | ブルガリア         | 0–3    | 0–3  | UEFA EURO 2012予選          |
| 29 | 2012年6月19日  | ドネツィク、ドンバス・アリーナ                     | ウクライナ         | 0–1    | 0–1  | UEFA EURO 2012              |
| 30 | 2012年10月12日 | ロンドン、ウェンブリー・スタジアム                 | サンマリノ         | 1–0    | 5–0  | 2014 FIFAワールドカップ予選 |
| 31 | 2012年10月12日 | ロンドン、ウェンブリー・スタジアム                 | サンマリノ         | 3–0    | 5–0  | 2014 FIFAワールドカップ予選 |
| 32 | 2012年10月17日 | ワルシャワ、ワルシャワ国立競技場                   | ポーランド         | 0–1    | 1–1  | 2014 FIFAワールドカップ予選 |
| 33 | 2013年2月6日   | ロンドン、ウェンブリー・スタジアム                 | ブラジル           | 1–0    | 2–1  | 親善試合                    |
| 34 | 2013年3月22日  | セラヴァッレ、サンマリノ・スタジアム               | サンマリノ         | 0–6    | 0–8  | 2014 FIFAワールドカップ予選 |
| 35 | 2013年3月26日  | ポドゴリツァ、スタディオン・ポド・ゴリツォム       | モンテネグロ       | 0–1    | 1–1  | 2014 FIFAワールドカップ予選 |
| 36 | 2013年6月2日   | リオデジャネイロ、エスタジオ・ド・マラカナン       | ブラジル           | 1–2    | 2–2  | 親善試合                    |
| 37 | 2013年10月11日 | ロンドン、ウェンブリー・スタジアム                 | モンテネグロ       | 1–0    | 4–1  | 2014 FIFAワールドカップ予選 |
| 38 | 2013年10月15日 | ロンドン、ウェンブリー・スタジアム                 | ポーランド         | 1–0    | 2–0  | 2014 FIFAワールドカップ予選 |
| 39 | 2014年6月4日   | マイアミガーデンズ、サンライフ・スタジアム         | エクアドル         | 1–1    | 2–2  | 親善試合                    |
| 40 | 2014年6月19日  | サンパウロ、アレーナ・デ・サンパウロ               | ウルグアイ         | 1–1    | 2–1  | 2014 FIFAワールドカップ     |
| 41 | 2014年9月3日   | ロンドン、ウェンブリー・スタジアム                 | ノルウェー         | 1–0    | 1–0  | 親善試合                    |
| 42 | 2014年10月9日  | ロンドン、ウェンブリー・スタジアム                 | サンマリノ         | 2–0    | 5–0  | UEFA EURO 2016予選          |
| 43 | 2014年10月12日 | タリン、ア・ル・コック・アレーナ                   | エストニア         | 0–1    | 0–1  | UEFA EURO 2016予選          |
| 44 | 2014年11月15日 | ロンドン、ウェンブリー・スタジアム                 | スロベニア         | 1–1    | 3–1  | UEFA EURO 2016予選          |
| 45 | 2014年11月18日 | グラスゴー、セルティック・パーク                   | スコットランド     | 0–2    | 1–3  | 親善試合                    |
| 46 | 2014年11月18日 | グラスゴー、セルティック・パーク                   | スコットランド     | 1–3    | 1–3  | 親善試合                    |
| 47 | 2015年3月27日  | ロンドン、ウェンブリー・スタジアム                 | リトアニア         | 1–0    | 4–0  | UEFA EURO 2016予選          |
| 48 | 2015年6月14日  | リュブリャナ、スタディオン・ストジツェ             | スロベニア         | 2–3    | 2–3  | UEFA EURO 2016予選          |
| 49 | 2015年9月5日   | セラヴァッレ、セラヴァッレ・スタディウム           | サンマリノ         | 0–1    | 0–6  | UEFA EURO 2016予選          |
| 50 | 2015年9月8日   | ロンドン、ウェンブリー・スタジアム                 | スイス             | 1–0    | 2–0  | UEFA EURO 2016予選          |
| 51 | 2015年11月17日 | ロンドン、ウェンブリー・スタジアム                 | フランス           | 2–0    | 2–0  | 親善試合                    |
| 52 | 2016年5月27日  | サンダーランド、スタジアム・オブ・ライト           | オーストラリア     | 2–0    | 2–1  | 親善試合                    |
| 53 | 2016年6月27日  | ニース、アリアンツ・リヴィエラ                     | アイスランド       | 1–0    | 1–2  | UEFA EURO 2016              |

## 監督成績
2024年12月31日現在
| クラブ               | 就任           | 退任           | 記録 | 記録 | 記録 | 記録 | 記録   |
| クラブ               | 就任           | 退任           | 試合 | 勝   | 分   | 負   | 勝率 % |
| -------------------- | -------------- | -------------- | ---- | ---- | ---- | ---- | ------ |
| ダービー・カウンティ | 2020年11月14日 | 2022年6月24日  | 85   | 24   | 22   | 39   | 028.2  |
| D.C. ユナイテッド    | 2022年7月12日  | 2023年10月7日  | 53   | 14   | 14   | 25   | 026.4  |
| バーミンガム・シティ | 2023年10月11日 | 2024年1月2日   | 15   | 2    | 4    | 9    | 013.3  |
| プリマス             | 2024年5月25日  | 2024年12月31日 | 25   | 5    | 6    | 14   | 020.0  |
| 合計                 | 合計           | 合計           | 178  | 45   | 46   | 87   | 025.3  |

## タイトル

### クラブ
マンチェスター・ユナイテッドFC
- プレミアリーグ：5回 (2006-07, 2007-08, 2008-09, 2010-11, 2012-13)
- フットボールリーグカップ：3回 (2006, 2009, 2010, 2017)
- FAカップ：1回 (2015-16)
- FAコミュニティ・シールド：4回 (2007, 2010, 2011, 2013, 2016)
- UEFAチャンピオンズリーグ：1回 (2007-08)
- FIFAクラブワールドカップ：1回 (2008)
- UEFAヨーロッパリーグ：1回 (2016-17)

### 個人
- BBC年間若手最優秀スポーツ選手賞：1回 (2002)
- FIFPro年間若手最優秀選手賞：1回 (2003-04)
- FIFAクラブワールドカップ得点王：1回 (2008)
- FIFAクラブワールドカップMVP：1回 (2008)
- PFA年間最優秀若手選手賞：2回 (2004-05, 2005-06)
- PFA年間最優秀選手賞：1回 (2009-10)
- PFA年間ベストイレブン：2回 (2006, 2012)
- サー・マット・バスビー賞：1回 (2005-06)
- プレミアリーグ月間最優秀選手：4回 (2005年2月, 2005年12月, 2006年3月, 2007年11月)
- ゴールデンボーイ賞：1回 (2004)

## 著書
- 『悪童自伝 物語は始まったばかり』（武田ランダムハウスジャパン、2007年、ISBN 978-4270002278）